# Clemens-August Krapp

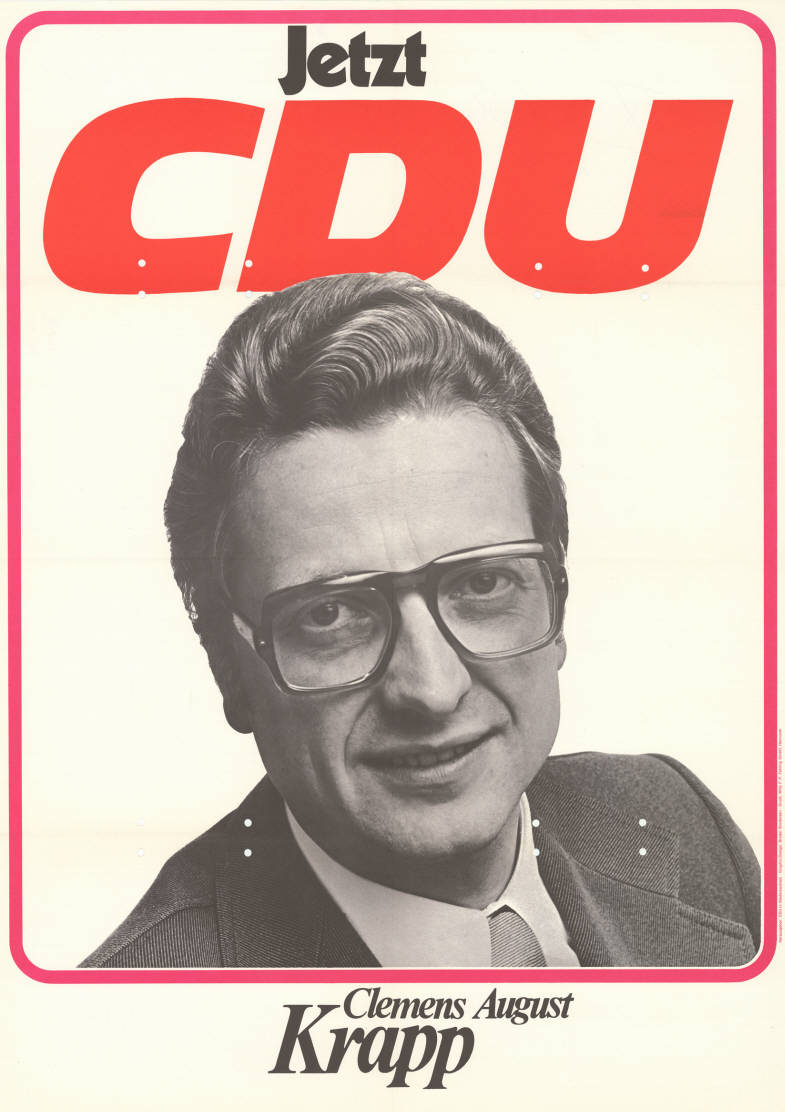
Kandidatenplakat zur Landtagswahl in Niedersachsen 1974

Clemens-August Krapp (* 23. Juli 1938 in Steinfeld (Oldenburg)) ist ein deutscher Politiker (CDU), der auf Kommunal- und Landesebene Ämter ausübte. 
Nach dem Schulbesuch in Steinfeld und Lohne trat Krapp 1954 in die Eisenhandlung seines Vaters in Steinfeld, die Clemens Krapp KG, ein. Ab 1973 war er ihr Alleininhaber; 1976 wurde der Firmensitz nach Lohne verlegt. Bis 2015 war Krapp – zuletzt neben seinem Sohn Roland – Geschäftsführer dieses inzwischen in Krapp Eisen GmbH & Co KG umfirmierten Unternehmens.
Von 1968 bis 2001 war Krapp Mitglied des Kreistages des Landkreises Vechta. Als ehrenamtlicher Landrat fungierte er von 1972 bis 2001; anschließend wurde er zum Ehrenlandrat ernannt. Von 1974 bis 1994 war er Mitglied des Niedersächsischen Landtages; von 1982 bis 1990 saß er dem Landtagsausschuss für Wirtschaft und Verkehr vor. Als MdL engagierte er sich auch besonders in Fragen, die mit dem Konkordat mit der katholischen Kirche und mit Glaubensfragen im weiteren Sinne zusammenhingen. So lehnte Krapp 1993 als Einziger die Niedersächsische Verfassung ab, die keinen Gottesbezug enthielt. Im Jahre 2000 verteidigte er, u. a. in einem Interview mit der umstrittenen Jungen Freiheit, das rechtswidrige angebliche Ehrenwort des früheren CDU-Vorsitzenden Helmut Kohl in der CDU-Spendenaffäre und rief die CDU-Mitglieder zu Sonderspenden an die Partei auf, um den von Kohl angerichteten Millionenschaden auszugleichen.
Clemens-August Krapp war Vorsitzender der Jungen Union im Landesverband Oldenburg. Von 1971 bis 1992 war er Vorsitzender des CDU-Kreisverbandes Vechta.
Krapp ist katholisch und hat drei Kinder.
Er ist Mitglied der Vollversammlung des Zentralkomitees der deutschen Katholiken. Von 2005 bis 2009 war er Bundesvorsitzender des  Bundesverbandes der Katholiken in Wirtschaft und Verwaltung (KKV). Er wurde mit dem Großen Verdienstkreuz des Niedersächsischen Verdienstordens ausgezeichnet.